# غوغيليورن
غوغيليورن (بالإنجليزية: Guggilihorn)‏ هو أحد جبال سلسلة جبال الألب بينيني وجزء من القمة الأم يقع في كانتون فاليز, سويسرا. يبلغ ارتفاع الجبل حوالي 2351 متر، بينما يبلغ ارتفاع نتوء الجبل 86 متر.